# Артър Макън
Артър Луелин Джоунс (на английски: Arthur Llewellyn Jones) е уелски журналист, преводач, поет и писател на произведения в жанра хорър, научна фантастика и фентъзи.
Пише под псевдонима Артър Макън (на английски: Arthur Machen). Романът му „Великият бог Пан“ е приет за класика на хоръра.

## Биография и творчество
Артър Луелин Джоунс е роден на 3 март 1863 г. в Кайрлеон, Монмутшър, Уелс, във фамилия на духовници. Завършва средното си образование в катедралното училище-интернат в Херефорд. Кандидатства в медицинско училище, но не успя да влезе. Започва да работи в Лондон като журналист, чиновник в издателство и детски възпитател. В свободното си време започва да пише. През 1981 г. публикува първото си дълго стихотворение „Елеузиния“ на тема Елевзинските мистерии.
През 1884 г. публикува второто си произведение, „Анатомия на тютюна“, което му осигурява работа с издателя Джордж Редуей като каталогизатор и редактор на списания. В продължение на много години прави преводи от френски език, като „Хептамерон“ на Маргарита Наварска и „Мемоарите на Казанова“.
Около 1890 г. започва да публикува в литературни списания, като пише истории, повлияни от творбите на Робърт Луис Стивънсън, някои от които използват готически или фантастични теми.
През 1887 г. баща му умира, а той се жени за учителката по музика Амелия Хог, която има литературни приятели в лондонските кръгове. Скоро след брака си получава наследство от шотландските си роднини, което му позволява да отделя повече време за собственото си творчество.
Първият му роман „Великият бог Пан“ е издаден през 1894 г. като част от новата литературна вълна. Книгата е широко осъждана заради сексуалното си и ужасяващо съдържание, но се радва на читателския интерес. През 1895 г. е издаден романът му „Тримата самозванци“, който се счита за една от най-добрите му творби.
През 1899 г. умира от рак съпругата му Амелия, което му се отразява тежко. През 1903 г. се жени за Дороти Хъдлестън, с която имат 2 деца.
В следващите години пише романите „Йероглифи“, „Хълма на сънищата“ и „Тайната слава“.
От 1910 г. и по време на Втората световна война работи като журналист във вестник „Ивнинг нюз“. Разказът му „The Bowmen“ от 1914 г. става основа за легендата за „Ангелите от Монс“ определяни като защитници за британските войници при битката при Монс по време на Първата световна война.
Артър Луелин Джоунс умира на 15 декември 1947 г. в Бекънсфийлд, Бъкингамшър, Англия.

## Произведения

### Самостоятелни романи
- The Great God Pan (1894)
Великият бог Пан, изд. „Дежа буук“ (2018), прев. Слави Ганев
- The Three Impostors (1895)
- Hieroglyphics (1902)
- The Hill of Dreams (1904)
- The Secret Glory (1907)
- The Great Return (1915)
- The Terror (1916)
- Ornaments in Jade (1924)
- The Green Round (1932)

### Новели
- The Inmost Light (1894)
- The White People (1904)
- The Red Hand (1906)
- The Islington Mystery (1928)
- Change (1936)

### Документалистика
- The Anatomy of Tobacco (1884)
- Far Off Things (1922)
- Things Near and Far (1923)
- The Autobiography Of Arthur Machen (1951)
- The Anatomy of Taverns (1990)

### Екранизации
- 1960 El esqueleto de la señora Morales
- 1979 Border Country – ТВ сериал, 1 епизод по разказа „The Shining Pyramid“
- 1989 Екстаз – по разказа „The White Powder“
- 2011 The Happy Children – по разказа
- 2017 Holy Terrors

## Книги за писателя
- Bibliography of Arthur Machen (1973) – от Ейдриан Голдстоун и Уесли Суитсър
- Arthur Machen (1988) – от У. Чарлтън и Ейдриан Рейнолдс
- Arthur Machen (1995) – от Марк Валънтайн